# 特立尼达公国
特立尼达公国（英語：Principality of Trinidad）是一个短命且未受国际普遍承认的国家，于1893年宣告成立，当时美国人詹姆斯·哈登-希基宣称对南大西洋无人居住的特林达迪岛拥有主权。他自封为“特立尼达亲王詹姆斯一世”，并打算在该岛建立由他领导的军事独裁政权。后来，英国与巴西就该岛产生争议。目前，该岛归属巴西东南部的圣埃斯皮里图州。